# 아크로칸토사우루스
아크로칸토사우루스(Acrocanthosaurus)는 대략 1억 2천 5백 만 년 전에서 1억 년 전 백악기 전기 북아메리카에서 서식했던, 지금은 멸종된 수각류 알로사우루스과 아크로칸토사우루스속이다. 몸길이 11~11.5m, 무게는 6~8t, 이름은 "높은 척추 도마뱀"이라는 뜻을 가지고 있다. 많은 공룡처럼, 아크로칸토사우루스속에도 오직 하나의 종만 있는데, 아크로칸토사우루스 아토켄시스(Acrocanthosaurus atokensis)이다. 화석은 주로 미국 오클라호마와 텍사스에서 발견되는데, 이빨이 있는 아크로칸토사우루스는 동쪽 멀리 메릴랜드에서 발견되었다. 대한민국에서도 아크로칸토사우루스의 것으로 추정되는 치아 화석이 나온 바가 있으며 이는 근연종의 것으로 추정된다. 이 공룡에게서 스피노사우루스과의 특징이 나타나기도 하는데, 현재는 카르카로돈토사우루스과 로 분류되고 있다.
최근 발견으로 인해 해부학적 구조에 대한 많은 세부 사항이 밝혀져 뇌 구조와 앞다리 기능에 초점을 맞춘 전문 연구가 가능해졌다. 아크로칸토사우루스는 생태계에서 가장 큰 수각류였으며 용각하목, 조각하목, 곡룡류를 잡아먹는 최상위 포식자였을 가능성이 높다.

## 묘사
아크로칸토사우루스는 현존하는 것으로 알려진 가장 큰 수각류 중 하나로, 가장 큰 표본을 기준으로 두개골 길이는 1.23~1.29m, 몸 길이는 11~11.5m로 추정된다. 척추를 따라 나 있는 가시로, 이 공룡을 타 카르카로돈토사우루스아과보다 육중한 추정치가 예상된다. 연구자들은 다양한 기술을 바탕으로 이 표본의 체질량 추정치를 4.4~6.6mt로 산출했다.

### 두개골

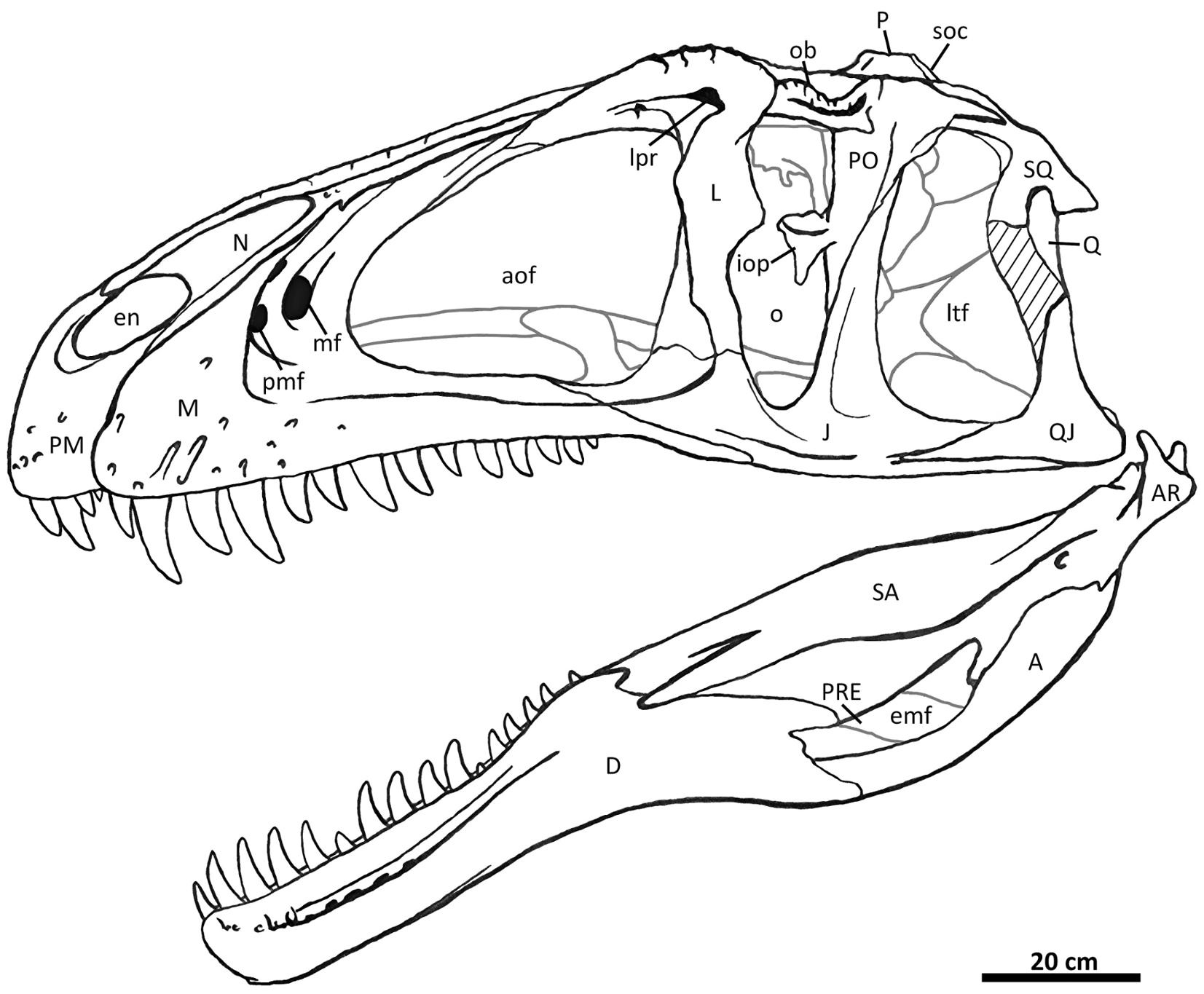
두개골

아크로칸토사우루스의 두개골은 대부분의 다른 카르노사우루스하목과 마찬가지로 길고 낮으며 좁았다. 안와 구멍 (안쪽 회문) 앞의 무게 감소 구멍은 두개골 길이의 4분의 2 이상, 높이의 3분의 2 이상으로 상당히 컸다. 상악골 (위턱뼈)의 바깥쪽 표면과 주둥이 지붕의 비강뼈의 윗면은 기가노토사우루스나 카르카로돈토사우루스만큼 거칠지 않았다. 코뼈에서 길고 낮은 융기가 생겨나 콧구멍에서 눈까지 주둥이 양쪽을 따라 이어져 눈물골까지 이어졌다. 이것은 모든 카르노사우루스하목의 특징이다. 알로사우루스와 달리 눈 앞의 눈물샘 뼈에는 눈에 띄는 볏이 없었다. 눈물샘과 안와 후골이 만나 카르카로돈토사우루스과 및 관련 없는 아벨리사우루스과에서 볼 수 있듯이 눈 위에 두꺼운 눈썹을 형성했다. 위턱 양쪽에는 19개의 구부러진 톱니 모양의 치아가 늘어서 있지만 아래턱의 치아 수는 공개되지 않았다. 아크로칸토사우루스 치아는 카르카로돈토사우루스 치아보다 넓었고 카르카로돈토사우루스과를 특징짓는 주름진 질감이 없었다.

### 골격

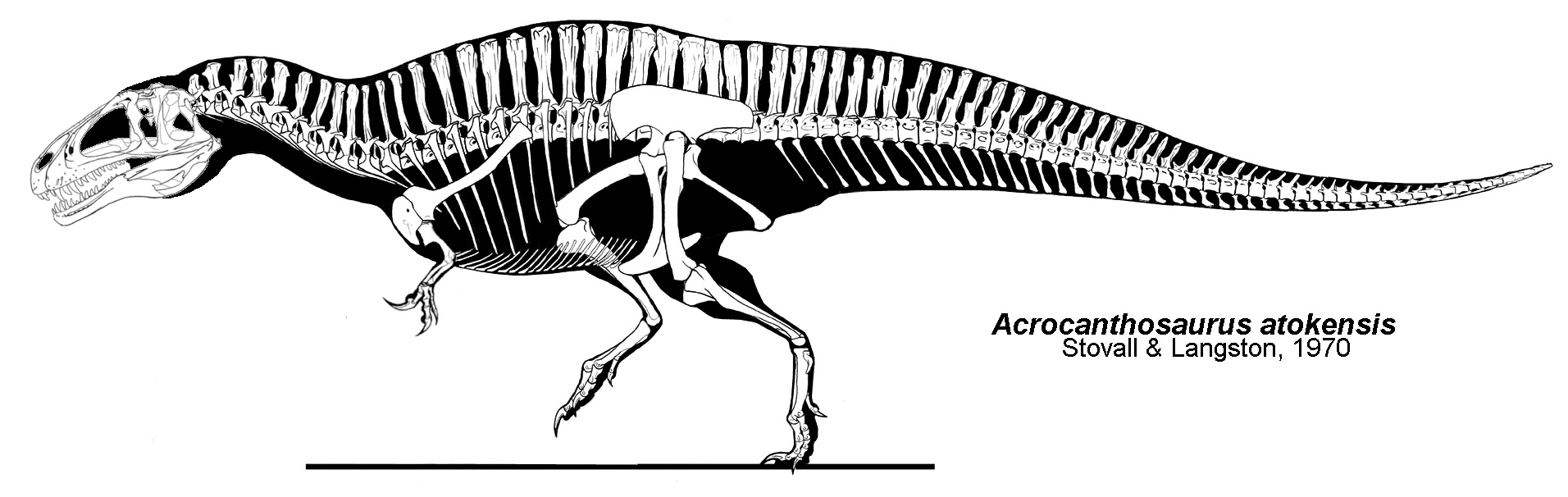
골격도

아크로칸토사우루스의 가장 주목할 만한 특징은 목, 등, 엉덩이, 꼬리의 척추뼈에 위치한 높은 신경 가시들로, 이 가시들이 뻗어 있는 척추뼈 높이의 2.5배 이상일 수 있다. 다른 공룡들도 등에 높은 가시를 가지고 있었는데, 이는 때때로 아크로칸토사우루스보다 훨씬 높았다. 예를 들어, 아프리카 속 스피노사우루스는 척추뼈의 몸통보다 약 11배 높은 약 2m 높이의 가시를 가지고 있었다. 아크로칸토사우루스의 아래쪽 가시에는 현대 들소와 같은 강력한 근육을 위한 부착물이 있었으며, 아마도 등 아래로 길고 두꺼운 능선을 형성했을 것이다. 가시의 기능은 아직 알려지지 않았지만, 통신, 지방 저장, 안정적인 무게중심 또는 온도 조절에 관여했을 가능성이 있다. 경추 (목)와 등추 (등)의 모든 척추는 측면에 두드러진 함몰부를 가지고 있었고, 꼬리뼈는 더 작은 함몰부를 가지고 있었다. 이는 알로사우루스보다 카르카로돈토사우루스과가 더 유사하다.
아크로칸토사우루스는 척추뼈를 제외하고는 전형적인 카르노사우루스하목 골격을 가지고 있었다. 아크로칸토사우루스는 이족보행성이었으며, 길고 무거운 꼬리가 머리와 몸의 균형을 맞추며 엉덩이에 무게 중심을 유지했다. 앞다리는 알로사우루스보다 상대적으로 짧고 튼튼했지만, 그 외에는 비슷했다. 각 손에는 세 개의 발톱이 있는 숫자가 있었다. 많은 작은 빠르게 달리는 공룡들과 달리, 대퇴골은 경골과 중족골보다 길었기 때문에 아크로칸토사우루스가 빠른 달리기 선수는 아니었음을 시사한다. 당연히 아크로칸토사우루스의 뒷다리 뼈는 상대적으로 작은 알로사우루스보다 비례적으로 더 튼튼했다. 발에는 각각 네 개의 숫자가 있었지만, 수각류의 경우와 마찬가지로 첫 번째 숫자는 나머지 숫자보다 훨씬 작았고 지면과 접촉하지 않았다.

## 고생물학

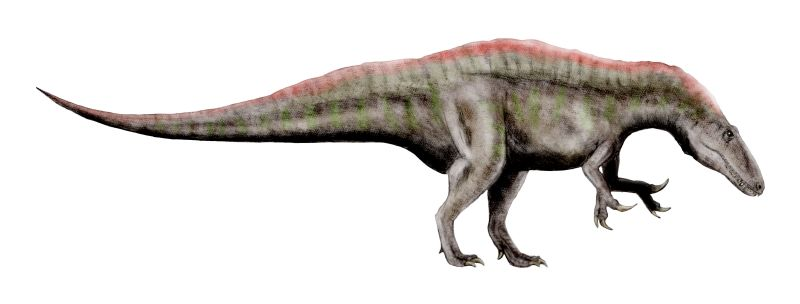
복원도

### 성장 및 수명
완모식표본 OMNH 10146과 NCSM 14345의 뼈 특징으로 볼 때, 아크로칸토사우루스가 완전히 성장하는 데 최소 12년이 걸린 것으로 추정된다. 뼈가 재형성되고 수질이 성장하는 과정에서 해리스 선이 일부 사라졌기 때문에 이 수치는 훨씬 더 높았을 수 있다. 이러한 선을 고려하면 아크로칸토사우루스는 성숙하는 데 18~24년이 필요했다.

### 병리학
아크로칸토사우루스 아토켄시스 완모식표본의 두개골은 편평상피에 가벼운 외인성 물질을 보여준다. 열한 번째 척추의 신경 척추는 골절되고 치유된 반면, 세 번째 꼬리 척추의 신경 척추는 특이한 갈고리 모양의 구조를 가지고 있었다.